# Dendrophthora perfurcata
Dendrophthora perfurcata är en sandelträdsväxtart som först beskrevs av Carlos Toledo Rizzini, och fick sitt nu gällande namn av J. Kuijt. Dendrophthora perfurcata ingår i släktet Dendrophthora och familjen sandelträdsväxter. Inga underarter finns listade i Catalogue of Life.